# Tephritis flaviventris
Tephritis flaviventris är en tvåvingeart som beskrevs av Erich Martin Hering 1938. Tephritis flaviventris ingår i släktet Tephritis och familjen borrflugor. Inga underarter finns listade i Catalogue of Life.